# Багдасарян Месроп Семенович
Месроп Семенович Багдасарян (вірм. Մեսրոպ Սիմոնի Բաղդասարյան, азерб. Mesrop Semyonoviç Baqdasaryan; 9 травня 1894, Джебраїльський повіт — 1981, Гадрутський район) — радянський виноградар, Герой Соціалістичної Праці (1950).

## Біографія
Народився 9 травня 1894 року в селі Еділлі Джебраїльського повіту Єлизаветпольскої губернії (нині Ходжавендський район Азербайджану / село Ухтадзор Гадрутського району невизнаної НКР).
Учасник Другої світової війни.
З 1945 року колгоспник, ланковий колгоспу імені Касумяна Гадрутського району НКАО Азербайджанської РСР. У 1949 році отримав урожай винограду 135,5 центнерів з гектара на площі 3,5 гектарів. 
Указом Президії Верховної Ради СРСР від 8 серпня 1950 року за одержання високих урожаїв винограду в 1949 році Багдасаряну Месропу Семеновичу присвоєно звання Героя Соціалістичної Праці з врученням ордена Леніна і золотої медалі «Серп і Молот».
З 1967 року пенсіонер союзного значення.
Активно брав участь у громадському житті Азербайджану. Член КПРС з 1938 року.
Помер у 1981 році.